# Klasa okręgowa (2023/2024)/Województwa dolnośląskie, kujawsko-pomorskie, lubelskie i lubuskie

## Województwo dolnośląskie

### Grupa Jelenia Góra

#### Drużyny
| Uczestnicy poprzedniej edycji                                                                                 | Uczestnicy poprzedniej edycji | Uczestnicy poprzedniej edycji | Uczestnicy poprzedniej edycji |
| --- | ----------------------------- | ----------------------------- | ----------------------------- |
| CHN | Chrobry Nowogrodziec          | 2                             |                               |
| ZGO | Nysa Zgorzelec                | 3                             |                               |
| VJG | Victoria Jelenia Góra         | 4                             |                               |
| WLE | Włókniarz Leśna               | 5                             |                               |
| GWĘ | Górnik Węgliniec              | 6                             |                               |
| KOW | Olimpia Kowary                | 7                             |                               |
| LJS | Lotnik Jeżów Sudecki          | 8                             |                               |
| PGŚ | Pogoń Świerzawa               | 9                             |                               |
| HPI | Hutnik Pieńsk                 | 10                            |                               |
| KSJ | KS Stare Jaroszowice          | 11                            |                               |
| ISŁ | Iskra Łagów                   | 12                            |                               |
| Spadek z IV ligi 2022/2023                                                                                    |                               |                               |                               |
| grupa dolnośląska (zachód)                                                                                    |                               |                               |                               |
| JĘD | Apis Jędrzychowice            | 61                            |                               |
| GGR | Gryf Gryfów Śląski            | 14                            |                               |
| Awans z klasy A 2022/2023                                                                                     |                               |                               |                               |
| grupa Jelenia Góra I                                                                                          |                               |                               |                               |
| ORM | Orzeł Mysłakowice             | 1                             |                               |
| grupa Jelenia Góra II                                                                                         |                               |                               |                               |
| BOG | Granica Bogatynia             | 1                             |                               |
| grupa Jelenia Góra III                                                                                        |                               |                               |                               |
| TWŚ | Twardy Świętoszów             | 1                             |                               |
| Oznaczenia: - kolumna pierwsza – skróty nazw drużyn, - kolumna trzecia – miejsce zajęte w poprzednim sezonie. |                               |                               |                               |

Objaśnienia:
1. Apis Jędrzychowice zrezygnował z występowania w IV lidze i przystąpił do rozgrywek klasy okręgowej[1].

#### Tabela
| Lp. | Drużyna                  | M  | Z  | R | P  | Bramki | Bramki | Różn. | Pkt | Uwagi                       | Bezpośrednio |
| --- | ------------------------ | -- | -- | - | -- | ------ | ------ | ----- | --- | --------------------------- | ------------ |
| 1   | Apis Jędrzychowice1 (M)  | 30 | 22 | 5 | 3  | 105    | 29     | +76   | 71  |                             |              |
| 2   | Orzeł Mysłakowice1 (A)   | 30 | 20 | 5 | 5  | 86     | 38     | +48   | 65  | Awans do IV ligi            |              |
| 3   | Lotnik Jeżów Sudecki     | 30 | 18 | 5 | 7  | 50     | 32     | +18   | 59  |                             |              |
| 4   | Twardy Świętoszów        | 30 | 17 | 6 | 7  | 88     | 52     | +36   | 57  |                             |              |
| 5   | Włókniarz Leśna          | 30 | 16 | 8 | 6  | 78     | 42     | +36   | 56  |                             |              |
| 6   | Victoria Jelenia Góra    | 30 | 14 | 4 | 12 | 57     | 50     | +7    | 46  |                             |              |
| 7   | Chrobry Nowogrodziec     | 30 | 11 | 9 | 10 | 46     | 45     | +1    | 42  |                             |              |
| 8   | Nysa Zgorzelec           | 30 | 11 | 8 | 11 | 46     | 34     | +12   | 41  |                             |              |
| 9   | Pogoń Świerzawa          | 30 | 11 | 6 | 13 | 33     | 40     | −7    | 39  | PGŚ – HPI 1:0 HPI – PGŚ 1:2 |              |
| 10  | Hutnik Pieńsk            | 30 | 12 | 3 | 15 | 69     | 89     | −20   | 39  | PGŚ – HPI 1:0 HPI – PGŚ 1:2 |              |
| 11  | Granica Bogatynia        | 30 | 11 | 4 | 15 | 49     | 71     | −22   | 37  |                             |              |
| 12  | Gryf Gryfów Śląski       | 30 | 11 | 1 | 18 | 58     | 86     | −28   | 34  |                             |              |
| 13  | Olimpia Kowary (S)       | 30 | 9  | 2 | 19 | 38     | 64     | −26   | 29  | Spadek do klasy A           |              |
| 14  | Iskra Łagów (S)          | 30 | 8  | 4 | 18 | 42     | 73     | −31   | 28  | Spadek do klasy A           |              |
| 15  | KS Stare Jaroszowice (S) | 30 | 7  | 3 | 20 | 50     | 89     | −39   | 24  | Spadek do klasy A           |              |
| 16  | Górnik Węgliniec (S)     | 30 | 3  | 5 | 22 | 30     | 91     | −61   | 14  | Spadek do klasy A           |              |

### Grupa Legnica

#### Drużyny
| Uczestnicy poprzedniej edycji                                                                                 | Uczestnicy poprzedniej edycji | Uczestnicy poprzedniej edycji | Uczestnicy poprzedniej edycji |
| --- | ----------------------------- | ----------------------------- | ----------------------------- |
| KBI | Kaczawa Bieniowice            | 2                             |                               |
| CHO | Stal Chocianów                | 3                             |                               |
| CZD | Czarni Dziewin                | 4                             |                               |
| DSS | Dąb Stowarzyszenie Siedliska  | 5                             |                               |
| KON | Konfeks Legnica               | 6                             |                               |
| BKO | Błękitni Koskowice            | 7                             |                               |
| DRA | Dragon Jaczów                 | 8                             |                               |
| GÓR | Górnik Lubin                  | 91                            |                               |
| ZKŁ | Zryw Kłębanowice              | 101                           |                               |
| Spadek z IV ligi 2022/2023                                                                                    |                               |                               |                               |
| grupa dolnośląska (zachód)                                                                                    |                               |                               |                               |
| ŚCI | Odra Ścinawa                  | 8                             |                               |
| KOC | Iskra Kochlice                | 11                            |                               |
| SJE | Sokół Jerzmanowa              | 13                            |                               |
| GRE | Sparta Grębocice              | 16                            |                               |
| Awans z klasy A 2022/2023                                                                                     |                               |                               |                               |
| grupa Legnica I                                                                                               |                               |                               |                               |
| PGÓ | Pogoń Góra                    | 1                             |                               |
| grupa Legnica II                                                                                              |                               |                               |                               |
| BKŚ | Błękitni Kościelec            | 1                             |                               |
| grupa Legnica III                                                                                             |                               |                               |                               |
| CCH | Chojnowianka Chojnów          | 1                             |                               |
| Oznaczenia: - kolumna pierwsza – skróty nazw drużyn, - kolumna trzecia – miejsce zajęte w poprzednim sezonie. |                               |                               |                               |

Objaśnienia:
1. W związku z wycofaniem się z rozgrywek Mewy Kunice i Jaworzanki 1946 Jawor (spadkowiczów z IV ligi), w klasie okręgowej utrzymali się Górnik Lubin i Zryw Kłębanowice[3][4][5].

#### Tabela
| Lp. | Drużyna                          | M  | Z  | R | P  | Bramki | Bramki | Różn. | Pkt | Uwagi                       | Bezpośrednio |
| --- | -------------------------------- | -- | -- | - | -- | ------ | ------ | ----- | --- | --------------------------- | ------------ |
| 1   | Sparta Grębocice (M) (A)         | 30 | 22 | 3 | 5  | 115    | 43     | +72   | 69  | Awans do IV ligi            |              |
| 2   | Błękitni Kościelec (B)           | 30 | 20 | 4 | 6  | 107    | 55     | +52   | 64  | Baraże o awans do IV ligi   |              |
| 3   | Iskra Kochlice                   | 30 | 20 | 3 | 7  | 116    | 39     | +77   | 63  |                             |              |
| 4   | Konfeks Legnica                  | 30 | 20 | 1 | 9  | 88     | 44     | +44   | 61  |                             |              |
| 5   | Chojnowianka Chojnów             | 30 | 19 | 3 | 8  | 87     | 44     | +43   | 60  |                             |              |
| 6   | Odra Ścinawa                     | 30 | 17 | 5 | 8  | 87     | 54     | +33   | 56  |                             |              |
| 7   | Sokół Jerzmanowa                 | 30 | 16 | 3 | 11 | 101    | 68     | +33   | 51  |                             |              |
| 8   | Błękitni Koskowice               | 30 | 14 | 5 | 11 | 69     | 70     | −1    | 47  |                             |              |
| 9   | Pogoń Góra                       | 30 | 12 | 7 | 11 | 66     | 76     | −10   | 43  | PGÓ – CHO 5:1 CHO – PGÓ 1:1 |              |
| 10  | Stal Chocianów                   | 30 | 12 | 7 | 11 | 59     | 65     | −6    | 43  | PGÓ – CHO 5:1 CHO – PGÓ 1:1 |              |
| 11  | Zryw Kłębanowice                 | 30 | 11 | 2 | 17 | 48     | 79     | −31   | 35  |                             |              |
| 12  | Kaczawa Bieniowice               | 30 | 8  | 5 | 17 | 54     | 79     | −25   | 29  |                             |              |
| 13  | Górnik Lubin                     | 30 | 8  | 1 | 21 | 51     | 118    | −67   | 25  |                             |              |
| 14  | Dąb Stowarzyszenie Siedliska (S) | 30 | 6  | 4 | 20 | 58     | 104    | −46   | 22  | Spadek do klasy A           |              |
| 15  | Dragon Jaczów (S)                | 30 | 4  | 4 | 22 | 61     | 107    | −46   | 16  | Spadek do klasy A           |              |
| 16  | Czarni Dziewin1                  | 30 | 2  | 1 | 27 | 35     | 157    | −122  | 7   | Drużyna wycofana            |              |

### Grupa Wałbrzych

#### Drużyny
| Uczestnicy poprzedniej edycji                                                                                 | Uczestnicy poprzedniej edycji | Uczestnicy poprzedniej edycji | Uczestnicy poprzedniej edycji |
| --- | ----------------------------- | ----------------------------- | ----------------------------- |
| ZJZ | Zdrój Jedlina Zdrój           | 1                             |                               |
| ZZA | Zjednoczeni Żarów             | 3                             |                               |
| LBG | LKS Bystrzyca Górna           | 4                             |                               |
| PBK | Polonia Bystrzyca Kłodzka     | 5                             |                               |
| VIC | Victoria Świebodzice          | 6                             |                               |
| KŁO | Nysa Kłodzko                  | 7                             |                               |
| Spadek z IV ligi 2022/2023                                                                                    |                               |                               |                               |
| grupa dolnośląska (wschód)                                                                                    |                               |                               |                               |
| OZŚ | Orzeł Ząbkowice Śląskie       | 9                             |                               |
| GWB | Górnik Wałbrzych              | 11                            |                               |
| BIE | Bielawianka Bielawa           | 13                            |                               |
| ZKZ | Zamek Kamieniec Ząbkowicki    | 15                            |                               |
| SKA | Skałki Stolec                 | 16                            |                               |
| grupa dolnośląska (zachód)                                                                                    |                               |                               |                               |
| GRR | Granit Roztoka                | 9                             |                               |
| STR | AKS Strzegom                  | 10                            |                               |
| Awans z klasy A 2022/2023                                                                                     |                               |                               |                               |
| grupa Wałbrzych I                                                                                             |                               |                               |                               |
| WŁG | Włókniarz Głuszyca            | 1                             |                               |
| grupa Wałbrzych II                                                                                            |                               |                               |                               |
| LD2 | Lechia II Dzierżoniów         | 1                             |                               |
| grupa Wałbrzych III                                                                                           |                               |                               |                               |
| ZIĘ | Sparta Ziębice                | 1                             |                               |
| Oznaczenia: - kolumna pierwsza – skróty nazw drużyn, - kolumna trzecia – miejsce zajęte w poprzednim sezonie. |                               |                               |                               |

Objaśnienia:
1. Zdrój Jedlina Zdrój zrezygnowała z awansu do IV ligi, w związku z czym awansował Górnik Nowe Miasto Wałbrzych[7].

#### Tabela
| Lp. | Drużyna                         | M  | Z  | R | P  | Bramki | Bramki | Różn. | Pkt | Uwagi                       | Bezpośrednio                |
| --- | ------------------------------- | -- | -- | - | -- | ------ | ------ | ----- | --- | --------------------------- | --------------------------- |
| 1   | Orzeł Ząbkowice Śląskie (M) (A) | 30 | 24 | 2 | 4  | 115    | 37     | +78   | 74  | Awans do IV ligi            |                             |
| 2   | Bielawianka Bielawa (B)         | 30 | 21 | 6 | 3  | 81     | 23     | +58   | 69  | Baraże o awans do IV ligi   |                             |
| 3   | Skałki Stolec                   | 30 | 18 | 5 | 7  | 75     | 47     | +28   | 59  |                             |                             |
| 4   | AKS Strzegom                    | 30 | 18 | 4 | 8  | 77     | 49     | +28   | 58  | STR – GWB 3:2 GWB – STR 1:2 |                             |
| 5   | Górnik Wałbrzych                | 30 | 17 | 7 | 6  | 71     | 37     | +34   | 58  | STR – GWB 3:2 GWB – STR 1:2 |                             |
| 6   | Granit Roztoka1                 | 30 | 15 | 5 | 10 | 58     | 58     | 0     | 50  | Drużyna wycofana            |                             |
| 7   | Zdrój Jedlina Zdrój             | 30 | 14 | 7 | 9  | 78     | 54     | +24   | 49  |                             | ZJZ – LD2 3:4 LD2 – ZJZ 0:2 |
| 8   | Lechia II Dzierżoniów           | 30 | 15 | 4 | 11 | 64     | 54     | +10   | 49  |                             | ZJZ – LD2 3:4 LD2 – ZJZ 0:2 |
| 9   | LKS Bystrzyca Górna             | 30 | 13 | 4 | 13 | 47     | 40     | +7    | 43  |                             |                             |
| 10  | Włókniarz Głuszyca              | 30 | 9  | 7 | 14 | 46     | 58     | −12   | 34  |                             |                             |
| 11  | Zamek Kamieniec Ząbkowicki      | 30 | 8  | 9 | 13 | 45     | 53     | −8    | 33  |                             |                             |
| 12  | Zjednoczeni Żarów               | 30 | 8  | 5 | 17 | 53     | 89     | −36   | 29  |                             |                             |
| 13  | Polonia Bystrzyca Kłodzka       | 30 | 6  | 6 | 18 | 31     | 75     | −44   | 24  |                             |                             |
| 14  | Sparta Ziębice (S)              | 30 | 4  | 7 | 19 | 35     | 72     | −37   | 19  | Spadek do klasy A           |                             |
| 15  | Nysa Kłodzko (S)                | 30 | 4  | 6 | 20 | 40     | 87     | −47   | 18  | Spadek do klasy A           |                             |
| 16  | Victoria Świebodzice (S)        | 30 | 2  | 4 | 24 | 37     | 120    | −83   | 10  | Spadek do klasy A           |                             |

### Grupa Wrocław

#### Drużyny
| Uczestnicy poprzedniej edycji                                                                                 | Uczestnicy poprzedniej edycji | Uczestnicy poprzedniej edycji | Uczestnicy poprzedniej edycji |
| --- | ----------------------------- | ----------------------------- | ----------------------------- |
| WWI | WKS Wierzbice                 | 2                             |                               |
| BŁY | Błysk Kuźniczysko             | 3                             |                               |
| OPA | Orzeł Pawłowice               | 4                             |                               |
| WOŁ | MKP Wołów                     | 5                             |                               |
| MDL | GKS Mirków/Długołęka          | 6                             |                               |
| LZS | LZS Brzeźno                   | 7                             |                               |
| WRA | Wratislavia Wrocław           | 8                             |                               |
| OMA | Orzeł Marszowice              | 9                             |                               |
| PBW | Polonia Bielany Wrocławskie   | 101                           |                               |
| Spadek z IV ligi 2022/2023                                                                                    |                               |                               |                               |
| grupa dolnośląska (wschód)                                                                                    |                               |                               |                               |
| GSO | Galakticos Solna              | 8                             |                               |
| BGA | Błyskawica Gać                | 102                           |                               |
| PTR | Polonia Trzebnica             | 12                            |                               |
| Awans z klasy A 2022/2023                                                                                     |                               |                               |                               |
| grupa Wrocław I                                                                                               |                               |                               |                               |
| RBD | Rokita 1946 Brzeg Dolny       | 1                             |                               |
| grupa Wrocław II                                                                                              |                               |                               |                               |
| PGĄ | Plon Gądkowice                | 1                             |                               |
| grupa Wrocław III                                                                                             |                               |                               |                               |
| WIW | Wiwa Goszcz                   | 1                             |                               |
| grupa Wrocław IV                                                                                              |                               |                               |                               |
| BBY | Burza Bystrzyca               | 1                             |                               |
| Oznaczenia: - kolumna pierwsza – skróty nazw drużyn, - kolumna trzecia – miejsce zajęte w poprzednim sezonie. |                               |                               |                               |

Objaśnienia:
1. W związku z rezygnacją Sokoła Marcinkowice (spadkowicza z IV ligi) z gry w klasie okręgowej, utrzymanie uzyskała Polonia Bielany Wrocławskie[9].
2. Foto-Higiena Gać zmieniła nazwę przed sezonem na Błyskawica Gać[10].

#### Tabela
| Lp. | Drużyna                     | M  | Z  | R | P  | Bramki | Bramki | Różn. | Pkt | Uwagi                       | Bezpośrednio |
| --- | --------------------------- | -- | -- | - | -- | ------ | ------ | ----- | --- | --------------------------- | ------------ |
| 1   | Błyskawica Gać (M) (A)      | 30 | 25 | 3 | 2  | 119    | 29     | +90   | 78  | Awans do IV ligi            |              |
| 2   | MKP Wołów (B)               | 30 | 22 | 6 | 2  | 71     | 31     | +40   | 72  | Baraże o awans do IV ligi   |              |
| 3   | GKS Mirków/Długołęka        | 30 | 19 | 4 | 7  | 94     | 55     | +39   | 61  |                             |              |
| 4   | WKS Wierzbice               | 30 | 19 | 3 | 8  | 96     | 48     | +48   | 60  |                             |              |
| 5   | Polonia Trzebnica           | 30 | 17 | 3 | 10 | 96     | 51     | +45   | 54  |                             |              |
| 6   | Rokita 1946 Brzeg Dolny     | 30 | 14 | 3 | 13 | 63     | 53     | +10   | 45  |                             |              |
| 7   | Polonia Bielany Wrocławskie | 30 | 14 | 2 | 14 | 69     | 60     | +9    | 44  |                             |              |
| 8   | Błysk Kuźniczysko           | 30 | 13 | 3 | 14 | 64     | 73     | −9    | 42  |                             |              |
| 9   | Orzeł Marszowice            | 30 | 12 | 5 | 13 | 46     | 47     | −1    | 41  | OMA – OPA 3:0 OPA – OMA 1:0 |              |
| 10  | Orzeł Pawłowice             | 30 | 12 | 5 | 13 | 45     | 59     | −14   | 41  | OMA – OPA 3:0 OPA – OMA 1:0 |              |
| 11  | Wratislavia Wrocław         | 30 | 11 | 6 | 13 | 61     | 65     | −4    | 39  |                             |              |
| 12  | Galakticos Solna            | 30 | 10 | 6 | 14 | 62     | 62     | 0     | 36  |                             |              |
| 13  | Wiwa Goszcz (S)             | 30 | 9  | 2 | 19 | 59     | 107    | −48   | 29  | Spadek do klasy A           |              |
| 14  | Burza Bystrzyca (S)         | 30 | 7  | 2 | 21 | 42     | 81     | −39   | 23  | Spadek do klasy A           |              |
| 15  | Plon Gądkowice (S)          | 30 | 3  | 4 | 23 | 37     | 136    | −99   | 13  | Spadek do klasy A           |              |
| 16  | LZS Brzeźno (S)             | 30 | 3  | 3 | 24 | 45     | 112    | −67   | 12  | Spadek do klasy A           |              |

### Baraże o awans do IV ligi
Pierwotnie w barażach o utrzymanie miały uczestniczyć drużyny z miejsc 12-15 i 4 wicemistrzów grup dolnośląskich klasy okręgowej. Ostatecznie jednak ze względu na rezygnację Apisu Jędrzychowice z awansu do IV ligi, 12. miejsce uzyskało automatyczne utrzymanie, natomiast w barażach wzięły udział drużyny z miejsc 13-15 z IV ligi oraz wicemistrzowie grup Legnica, Wałbrzych i Wrocław klasy okręgowej. Zwycięzcy uzyskali możliwość gry w IV lidze w następnym sezonie.
| 22 czerwca 2024 17:00 | Zenit Międzybórz · ?' ? · ?' ? · ?' ? | 3:3 k. 2:4(?:?) | Bielawianka Bielawa · ?' ? · ?' ? · ?' ? |  |
|                       |                                       |                 |                                          |  |

Zwycięzca: Bielawianka Bielawa
| 23 czerwca 2024 12:00 | Polonia Środa Śląska · ?' ? · ?' ? · ?' ? | 3:0(?:?) | Błękitni Kościelec |  |
|                       |                                           |          |                    |  |

Zwycięzca: Polonia Środa Śląska
| 23 czerwca 2024 17:00 | Iskra Księginice · ?' ? · ?' ? · ?' ? | 3:0(?:?) | MKP Wołów |  |
|                       |                                       |          |           |  |

Zwycięzca: Iskra Księginice

## Województwo kujawsko-pomorskie

### Grupa kujawsko-pomorska I

#### Drużyny
| Uczestnicy poprzedniej edycji                                                                                 | Uczestnicy poprzedniej edycji | Uczestnicy poprzedniej edycji | Uczestnicy poprzedniej edycji |
| --- | ----------------------------- | ----------------------------- | ----------------------------- |
| OG2 | Olimpia II Grudziądz          | 3                             |                               |
| GLKS | GLKS Dobrcz                   | 4                             |                               |
| MUS | Mustang Ostaszewo             | 5                             |                               |
| RAR | Rawys Raciąż                  | 6                             |                               |
| VLI | Victoria Lisewo               | 7                             |                               |
| LDC | LKS Dąbrowa Chełmińska        | 8                             |                               |
| SGU | Stal Grudziądz                | 9                             |                               |
| NJP | Naprzód Jabłonowo Pomorskie   | 10                            |                               |
| SRA | Sokół Radomin                 | 11                            |                               |
| KOP | Promień Kowalewo Pomorskie    | 12                            |                               |
| VIC | Victoria Czernikowo           | 13                            |                               |
| BKS | BKS Bydgoszcz                 | 14                            |                               |
| SKR | Krajna Sępólno Krajeńskie     | 15                            |                               |
| Awans z klasy A 2022/2023                                                                                     |                               |                               |                               |
| grupa Bydgoszcz I                                                                                             |                               |                               |                               |
| TMR | Tarpan Mrocza                 | 1                             |                               |
| ZB2 | Zawisza II Bydgoszcz          | 21                            |                               |
| grupa Toruń                                                                                                   |                               |                               |                               |
| CKO | Cyklon Kończewice             | 1                             |                               |
| Oznaczenia: - kolumna pierwsza – skróty nazw drużyn, - kolumna trzecia – miejsce zajęte w poprzednim sezonie. |                               |                               |                               |

Objaśnienia:
1. Zawisza II Bydgoszcz wygrała baraże o awans do klasy okręgowej z Pogromem Zbójno.

#### Tabela
| Lp. | Drużyna                     | M  | Z  | R | P  | Bramki | Bramki | Różn. | Pkt | Uwagi                       | Bezpośrednio                |
| --- | --------------------------- | -- | -- | - | -- | ------ | ------ | ----- | --- | --------------------------- | --------------------------- |
| 1   | Tarpan Mrocza (M) (A)       | 30 | 23 | 2 | 5  | 118    | 31     | +87   | 71  | Awans do IV ligi            |                             |
| 2   | Mustang Ostaszewo (A)       | 30 | 21 | 6 | 3  | 85     | 22     | +63   | 69  | Awans do IV ligi            |                             |
| 3   | GLKS Dobrcz                 | 30 | 21 | 5 | 4  | 113    | 34     | +79   | 68  |                             |                             |
| 4   | Zawisza II Bydgoszcz        | 30 | 15 | 3 | 12 | 74     | 48     | +26   | 48  |                             |                             |
| 5   | Victoria Czernikowo         | 30 | 14 | 5 | 11 | 46     | 38     | +8    | 47  |                             |                             |
| 6   | Naprzód Jabłonowo Pomorskie | 30 | 13 | 7 | 10 | 66     | 46     | +20   | 46  |                             |                             |
| 7   | LKS Dąbrowa Chełmińska      | 30 | 14 | 2 | 14 | 67     | 68     | −1    | 44  |                             |                             |
| 8   | Sokół Radomin               | 30 | 12 | 6 | 12 | 64     | 55     | +9    | 42  | SRA – OG2 3:0 OG2 – SRA 3:2 |                             |
| 9   | Olimpia II Grudziądz        | 30 | 13 | 3 | 14 | 71     | 64     | +7    | 42  | SRA – OG2 3:0 OG2 – SRA 3:2 |                             |
| 10  | Cyklon Kończewice           | 30 | 12 | 5 | 13 | 43     | 53     | −10   | 41  |                             |                             |
| 11  | Promień Kowalewo Pomorskie  | 30 | 12 | 3 | 15 | 40     | 69     | −29   | 39  |                             |                             |
| 12  | Krajna Sępólno Krajeńskie   | 30 | 10 | 6 | 14 | 66     | 79     | −13   | 36  |                             |                             |
| 13  | BKS Bydgoszcz1              | 30 | 10 | 3 | 17 | 48     | 70     | −22   | 33  | Drużyna wycofana            | BKS – RAR 6:2 RAR – BKS 5:2 |
| 14  | Rawys Raciąż1               | 30 | 10 | 3 | 17 | 70     | 86     | −16   | 33  |                             | BKS – RAR 6:2 RAR – BKS 5:2 |
| 15  | Victoria Lisewo (S)         | 30 | 9  | 1 | 20 | 50     | 121    | −71   | 28  | Spadek do klasy A           |                             |
| 16  | Stal Grudziądz (S)          | 30 | 1  | 0 | 29 | 13     | 150    | −137  | 3   | Spadek do klasy A           |                             |

### Grupa kujawsko-pomorska II

#### Drużyny
| Uczestnicy poprzedniej edycji                                                                                 | Uczestnicy poprzedniej edycji | Uczestnicy poprzedniej edycji | Uczestnicy poprzedniej edycji |
| --- | ----------------------------- | ----------------------------- | ----------------------------- |
| KOW | Kujawiak Kowal                | 3                             |                               |
| WDW | Wisła Dobrzyń nad Wisłą       | 4                             |                               |
| ZDR | Zdrój Ciechocinek             | 5                             |                               |
| UGN | Unia Gniewkowo                | 6                             |                               |
| NGĘ | Noteć Gębice                  | 8                             |                               |
| STA | Start Stawki                  | 10                            |                               |
| PKO | Piast Kołodziejewo            | 11                            |                               |
| KKR | Kujawiak Kruszyn              | 12                            |                               |
| KRU | Gopło Kruszwica               | 13                            |                               |
| LLK | Lubienianka Lubień Kujawski   | 141                           |                               |
| WAG | Sadownik Waganiec             | 152                           |                               |
| LUB | LTP Lubanie                   | 163                           |                               |
| Spadek z IV ligi 2022/2023                                                                                    |                               |                               |                               |
| grupa kujawsko-pomorska                                                                                       |                               |                               |                               |
| NPA | Notecianka Pakość             | 17                            |                               |
| Awans z klasy A 2022/2023                                                                                     |                               |                               |                               |
| grupa Bydgoszcz II                                                                                            |                               |                               |                               |
| CTU | Cukrownik Tuczno              | 1                             |                               |
| KMA | Kujawy Markowice              | 24                            |                               |
| grupa Włocławek                                                                                               |                               |                               |                               |
| ZPK | Zjednoczeni Piotrków Kujawski | 1                             |                               |
| Oznaczenia: - kolumna pierwsza – skróty nazw drużyn, - kolumna trzecia – miejsce zajęte w poprzednim sezonie. |                               |                               |                               |

Objaśnienia:
1. W związku z utrzymaniem się Lidera Włocławek w IV lidze, w klasie okręgowej pozostała Lubienianka Lubień Kujawski[13].
2. GKS Baruchowo wycofał się po zakończeniu sezonu, w związku z czym utrzymał się Sadownik Waganiec[14].
3. Zootechnik Kołuda Wielka wycofała się po zakończeniu sezonu, w związku z czym utrzymał się LTP Lubanie.
4. Kujawy Markowice wygrały baraże o awans do klasy okręgowej z Orłem Służewo.

#### Tabela
| Lp. | Drużyna                            | M  | Z  | R | P  | Bramki | Bramki | Różn. | Pkt | Uwagi                                                           | Bezpośrednio     |
| --- | ---------------------------------- | -- | -- | - | -- | ------ | ------ | ----- | --- | --------------------------------------------------------------- | ---------------- |
| 1   | Kujawiak Kowal (M) (A)             | 30 | 25 | 2 | 3  | 114    | 34     | +80   | 77  | Awans do IV ligi                                                |                  |
| 2   | Wisła Dobrzyń nad Wisłą (A)        | 30 | 21 | 5 | 4  | 114    | 34     | +80   | 68  | Awans do IV ligi                                                |                  |
| 3   | Unia Gniewkowo                     | 30 | 19 | 4 | 7  | 112    | 43     | +69   | 61  |                                                                 |                  |
| 4   | Noteć Gębice                       | 30 | 19 | 2 | 9  | 96     | 56     | +40   | 59  |                                                                 |                  |
| 5   | Piast Kołodziejewo                 | 30 | 17 | 7 | 6  | 84     | 43     | +41   | 58  | PKO: 10 pkt, różn. +5 NPA: 7 pkt, różn. +2 STA: 0 pkt, różn. -7 |                  |
| 6   | Notecianka Pakość                  | 30 | 17 | 7 | 6  | 66     | 48     | +18   | 58  | PKO: 10 pkt, różn. +5 NPA: 7 pkt, różn. +2 STA: 0 pkt, różn. -7 |                  |
| 7   | Start Stawki                       | 30 | 18 | 4 | 8  | 83     | 47     | +36   | 58  | PKO: 10 pkt, różn. +5 NPA: 7 pkt, różn. +2 STA: 0 pkt, różn. -7 |                  |
| 8   | Zdrój Ciechocinek                  | 30 | 12 | 5 | 13 | 52     | 67     | −15   | 41  |                                                                 |                  |
| 9   | Kujawiak Kruszyn                   | 30 | 12 | 3 | 15 | 67     | 74     | −7    | 39  |                                                                 |                  |
| 10  | Gopło Kruszwica                    | 30 | 9  | 7 | 14 | 54     | 63     | −9    | 34  |                                                                 |                  |
| 11  | Kujawy Markowice                   | 30 | 8  | 5 | 17 | 61     | 94     | −33   | 29  | KMA – LLK 6:0 LLK – KMA 3:1                                     |                  |
| 12  | Lubienianka Lubień Kujawski1       | 30 | 8  | 5 | 17 | 66     | 91     | −25   | 29  | KMA – LLK 6:0 LLK – KMA 3:1                                     | Drużyna wycofana |
| 13  | LTP Lubanie                        | 30 | 7  | 7 | 16 | 49     | 73     | −24   | 28  |                                                                 |                  |
| 14  | Zjednoczeni Piotrków Kujawski1 (S) | 30 | 5  | 3 | 22 | 37     | 122    | −85   | 18  | Spadek do klasy A                                               |                  |
| 15  | Cukrownik Tuczno1                  | 30 | 4  | 3 | 23 | 39     | 111    | −72   | 15  |                                                                 |                  |
| 16  | Sadownik Waganiec1                 | 30 | 4  | 1 | 25 | 36     | 130    | −94   | 13  |                                                                 |                  |

## Województwo lubelskie

### Grupa Biała Podlaska

#### Drużyny
| Uczestnicy poprzedniej edycji                                                                                 | Uczestnicy poprzedniej edycji | Uczestnicy poprzedniej edycji | Uczestnicy poprzedniej edycji |
| --- | ----------------------------- | ----------------------------- | ----------------------------- |
| LPI | Lutnia Piszczac               | 1                             |                               |
| SAD | Sokół Adamów                  | 3                             |                               |
| VPA | Victoria Parczew              | 4                             |                               |
| KSA | Kujawiak Stanin               | 5                             |                               |
| ŁŁA | ŁKS Łazy                      | 6                             |                               |
| ABK | Az-Bud Komarówka Podlaska     | 7                             |                               |
| UŻA | Unia Żabików                  | 8                             |                               |
| MIL | LKS Milanów                   | 9                             |                               |
| BBZ | Bad Boys Zastawie             | 10                            |                               |
| TYT | Tytan Wisznice                | 11                            |                               |
| OCZ | Orzeł Czemierniki             | 12                            |                               |
| KRZ | Unia Krzywda                  | 13                            |                               |
| MRP | Młodzieżówka Radzyń Podlaski  | 14                            |                               |
| Spadek z IV ligi 2022/2023                                                                                    |                               |                               |                               |
| grupa lubelska                                                                                                |                               |                               |                               |
| ORŁ | Orlęta Łuków                  | 19                            |                               |
| Awans z klasy A 2022/2023                                                                                     |                               |                               |                               |
| grupa Biała Podlaska I                                                                                        |                               |                               |                               |
| PB2 | Podlasie II Biała Podlaska    | 1                             |                               |
| grupa Biała Podlaska II                                                                                       |                               |                               |                               |
| OR2 | Orlęta II Radzyń Podlaski     | 2                             |                               |
| Oznaczenia: - kolumna pierwsza – skróty nazw drużyn, - kolumna trzecia – miejsce zajęte w poprzednim sezonie. |                               |                               |                               |

Objaśnienia:
1. Lutnia Piszczac zrezygnowała z awansu do IV ligi, w związku z czym awansowała Grom Kąkolewnica.
2. Bór Dąbie zrezygnował z awansu do klasy okręgowej, w związku z czym awansowały Orlęta II Radzyń Podlaski.

#### Tabela
| Lp. | Drużyna                       | M  | Z  | R | P  | Bramki | Bramki | Różn. | Pkt | Uwagi                       | Bezpośrednio     |
| --- | ----------------------------- | -- | -- | - | -- | ------ | ------ | ----- | --- | --------------------------- | ---------------- |
| 1   | Lutnia Piszczac1 (M)          | 30 | 25 | 0 | 5  | 87     | 35     | +52   | 75  |                             |                  |
| 2   | Podlasie II Biała Podlaska1   | 30 | 23 | 2 | 5  | 117    | 22     | +95   | 71  | PB2 – ORŁ 3:0 ORŁ – PB2 4:1 |                  |
| 3   | Orlęta Łuków                  | 30 | 23 | 2 | 5  | 112    | 40     | +72   | 71  | PB2 – ORŁ 3:0 ORŁ – PB2 4:1 |                  |
| 4   | Az-Bud Komarówka Podlaska     | 30 | 20 | 3 | 7  | 100    | 42     | +58   | 63  |                             |                  |
| 5   | Unia Żabików                  | 30 | 17 | 5 | 8  | 74     | 47     | +27   | 56  |                             |                  |
| 6   | Orlęta II Radzyń Podlaski     | 30 | 14 | 3 | 13 | 94     | 49     | +45   | 45  |                             |                  |
| 7   | LKS Milanów                   | 30 | 12 | 4 | 14 | 57     | 56     | +1    | 40  |                             |                  |
| 8   | Unia Krzywda                  | 30 | 11 | 6 | 13 | 64     | 55     | +9    | 39  |                             |                  |
| 9   | Orzeł Czemierniki             | 30 | 10 | 6 | 14 | 54     | 76     | −22   | 36  | OCZ – VPA 1:0 VPA – OCZ 1:1 |                  |
| 10  | Victoria Parczew              | 30 | 10 | 6 | 14 | 67     | 72     | −5    | 36  | OCZ – VPA 1:0 VPA – OCZ 1:1 |                  |
| 11  | Sokół Adamów                  | 30 | 10 | 5 | 15 | 53     | 63     | −10   | 35  | SAD – MRP 8:4 MRP – SAD 3:3 |                  |
| 12  | Młodzieżówka Radzyń Podlaski2 | 30 | 10 | 5 | 15 | 64     | 83     | −19   | 35  | SAD – MRP 8:4 MRP – SAD 3:3 | Drużyna wycofana |
| 13  | Kujawiak Stanin               | 30 | 11 | 1 | 18 | 55     | 88     | −33   | 34  |                             |                  |
| 14  | ŁKS Łazy2                     | 30 | 9  | 4 | 17 | 63     | 82     | −19   | 31  |                             |                  |
| 15  | Bad Boys Zastawie (S)         | 30 | 8  | 2 | 20 | 55     | 84     | −29   | 26  | Spadek do klasy A           |                  |
| 16  | Tytan Wisznice (S)            | 30 | 0  | 0 | 30 | 18     | 240    | −222  | 0   | Spadek do klasy A           |                  |

### Grupa Chełm

#### Drużyny
| Uczestnicy poprzedniej edycji                                                                                 | Uczestnicy poprzedniej edycji | Uczestnicy poprzedniej edycji | Uczestnicy poprzedniej edycji |
| --- | ----------------------------- | ----------------------------- | ----------------------------- |
| KŁO | Kłos Gmina Chełm              | 2                             |                               |
| WŁO | Włodawianka Włodawa           | 3                             |                               |
| URE | Unia Rejowiec                 | 4                             |                               |
| RIZ | Ruch Izbica                   | 5                             |                               |
| BSN | Brat Siennica Nadolna         | 6                             |                               |
| DOR | Granica Dorohusk              | 7                             |                               |
| ŻÓŁ | Hetman Żółkiewka              | 8                             |                               |
| FRA | Frassati Fajsławice           | 9                             |                               |
| ORS | Orzeł Srebrzyszcze            | 10                            |                               |
| SPS | Spółdzielca Siedliszcze       | 11                            |                               |
| UBI | Unia Białopole                | 12                            |                               |
| Spadek z IV ligi 2022/2023                                                                                    |                               |                               |                               |
| grupa lubelska                                                                                                |                               |                               |                               |
| BHA | Bug Hanna                     | 151                           |                               |
| REF | Sparta Rejowiec Fabryczny     | 161                           |                               |
| Awans z klasy A 2022/2023                                                                                     |                               |                               |                               |
| grupa Chełm II                                                                                                |                               |                               |                               |
| GŁO | GKS Łopiennik                 | 12                            |                               |
| Oznaczenia: - kolumna pierwsza – skróty nazw drużyn, - kolumna trzecia – miejsce zajęte w poprzednim sezonie. |                               |                               |                               |

Objaśnienia:
1. Bug Hanna i Sparta Rejowiec Fabryczny zrezygnowały z utrzymania mimo zwolnienia miejsca w IV lidze[17].
2. GKS Łopiennik wygrał baraże o awans do klasy okręgowej z Vitrum Wolą Uhruską.

#### Tabela
| Lp. | Drużyna                       | M  | Z  | R | P  | Bramki | Bramki | Różn. | Pkt | Uwagi                     | Bezpośrednio |
| --- | ----------------------------- | -- | -- | - | -- | ------ | ------ | ----- | --- | ------------------------- | ------------ |
| 1   | Kłos Gmina Chełm (M) (A)      | 26 | 22 | 3 | 1  | 88     | 21     | +67   | 69  | Awans do IV ligi          |              |
| 2   | Sparta Rejowiec Fabryczny (B) | 26 | 17 | 6 | 3  | 82     | 27     | +55   | 57  | Baraże o awans do IV ligi |              |
| 3   | Bug Hanna                     | 26 | 16 | 5 | 5  | 80     | 41     | +39   | 53  |                           |              |
| 4   | Włodawianka Włodawa           | 26 | 16 | 3 | 7  | 55     | 31     | +24   | 51  |                           |              |
| 5   | Unia Rejowiec                 | 26 | 12 | 6 | 8  | 54     | 36     | +18   | 42  |                           |              |
| 6   | Ruch Izbica                   | 26 | 11 | 7 | 8  | 43     | 37     | +6    | 40  |                           |              |
| 7   | GKS Łopiennik                 | 25 | 10 | 4 | 11 | 47     | 61     | −14   | 34  |                           |              |
| 8   | Hetman Żółkiewka              | 26 | 9  | 4 | 13 | 75     | 65     | +10   | 31  |                           |              |
| 9   | Brat Siennica Nadolna         | 25 | 8  | 6 | 11 | 57     | 58     | −1    | 30  |                           |              |
| 10  | Granica Dorohusk              | 26 | 8  | 5 | 13 | 36     | 57     | −21   | 29  |                           |              |
| 11  | Frassati Fajsławice           | 26 | 8  | 3 | 15 | 37     | 56     | −19   | 27  |                           |              |
| 12  | Spółdzielca Siedliszcze       | 26 | 6  | 5 | 15 | 47     | 74     | −27   | 23  |                           |              |
| 13  | Orzeł Srebrzyszcze (B)        | 26 | 5  | 4 | 17 | 37     | 93     | −56   | 19  | Baraże o utrzymanie       |              |
| 14  | Unia Białopole (S)            | 26 | 1  | 3 | 22 | 33     | 114    | −81   | 6   | Spadek do klasy A         |              |

#### Baraże o utrzymanie
W barażach o utrzymanie brała udział 13. drużyna chełmskiej grupy klasy okręgowej oraz wicemistrz chełmskiej grupy klasy A. Zwycięzca uzyskał prawo do gry w klasie okręgowej w następnym sezonie.
| 23 czerwca 2024 14:00 | Orzeł Srebrzyszcze | 0:6(0:?) | Astra Leśniowice · ?' ? · ?' ? · ?' ? · ?' ? · ?' ? · ?' ? |  |
|                       |                    |          |                                                            |  |

Zwycięzca: Astra Leśniowice

### Grupa Lublin

#### Drużyny
| Uczestnicy poprzedniej edycji                                                                                 | Uczestnicy poprzedniej edycji | Uczestnicy poprzedniej edycji | Uczestnicy poprzedniej edycji |
| --- | ----------------------------- | ----------------------------- | ----------------------------- |
| RYK | MKS Ryki                      | 3                             |                               |
| WP2 | Wisła II Puławy               | 4                             |                               |
| NIE | Orion Niedrzwica Duża         | 5                             |                               |
| SYG | Sygnał Lublin                 | 6                             |                               |
| UBE | Unia Bełżyce                  | 7                             |                               |
| KOC | Polesie Kock                  | 8                             |                               |
| SKO | Sokół Konopnica               | 9                             |                               |
| AV2 | Avia II Świdnik               | 10                            |                               |
| TMI | Tur Milejów                   | 11                            |                               |
| NAŁ | Cisy Nałęczów                 | 12                            |                               |
| LST | LKS Stróża                    | 13                            |                               |
| Spadek z IV ligi 2022/2023                                                                                    |                               |                               |                               |
| grupa lubelska                                                                                                |                               |                               |                               |
| PIO | POM Iskra Piotrowice          | 17                            |                               |
| Awans z klasy A 2022/2023                                                                                     |                               |                               |                               |
| grupa Lublin I                                                                                                |                               |                               |                               |
| KR2 | Stal II Kraśnik               | 1                             |                               |
| grupa Lublin II                                                                                               |                               |                               |                               |
| DĘB | Czarni 1947 Dęblin            | 1                             |                               |
| HGO | Hetman Gołąb                  | 21                            |                               |
| grupa Lublin III                                                                                              |                               |                               |                               |
| TTR | Trawena Trawniki              | 1                             |                               |
| Oznaczenia: - kolumna pierwsza – skróty nazw drużyn, - kolumna trzecia – miejsce zajęte w poprzednim sezonie. |                               |                               |                               |

Objaśnienia:
1. Hetman Gołąb wygrał baraże o awans do klasy okręgowej z LZS-em Wierzchowiska.

#### Tabela
| Lp. | Drużyna                   | M  | Z  | R | P  | Bramki | Bramki | Różn. | Pkt | Uwagi                       | Bezpośrednio |
| --- | ------------------------- | -- | -- | - | -- | ------ | ------ | ----- | --- | --------------------------- | ------------ |
| 1   | Sygnał Lublin (M) (A)     | 30 | 23 | 4 | 3  | 91     | 42     | +49   | 73  | Awans do IV ligi            |              |
| 2   | Avia II Świdnik (B)       | 30 | 19 | 6 | 5  | 89     | 35     | +54   | 63  | Baraże o awans do IV ligi   |              |
| 3   | Cisy Nałęczów             | 30 | 17 | 6 | 7  | 77     | 51     | +26   | 57  |                             |              |
| 4   | Polesie Kock              | 30 | 16 | 7 | 7  | 72     | 49     | +23   | 55  |                             |              |
| 5   | MKS Ryki                  | 30 | 17 | 3 | 10 | 57     | 42     | +15   | 54  | RYK – WP2 1:2 WP2 – RYK 1:6 |              |
| 6   | Wisła II Puławy           | 30 | 16 | 6 | 8  | 92     | 51     | +41   | 54  | RYK – WP2 1:2 WP2 – RYK 1:6 |              |
| 7   | POM Iskra Piotrowice      | 30 | 15 | 4 | 11 | 52     | 46     | +6    | 49  |                             |              |
| 8   | Tur Milejów               | 30 | 12 | 4 | 14 | 55     | 66     | −11   | 40  |                             |              |
| 9   | Trawena Trawniki          | 30 | 10 | 8 | 12 | 42     | 48     | −6    | 38  |                             |              |
| 10  | Hetman Gołąb              | 30 | 11 | 4 | 15 | 53     | 64     | −11   | 37  |                             |              |
| 11  | Sokół Konopnica           | 30 | 10 | 4 | 16 | 34     | 56     | −22   | 34  | SKO – UBE 1:1 UBE – SKO 0:2 |              |
| 12  | Unia Bełżyce1             | 30 | 9  | 7 | 14 | 52     | 63     | −11   | 34  | SKO – UBE 1:1 UBE – SKO 0:2 |              |
| 13  | LKS Stróża (S)            | 30 | 9  | 2 | 19 | 61     | 81     | −20   | 29  | Spadek do klasy A           |              |
| 14  | Orion Niedrzwica Duża (S) | 30 | 7  | 5 | 18 | 44     | 75     | −31   | 26  | Spadek do klasy A           |              |
| 15  | Czarni 1947 Dęblin (S)    | 30 | 6  | 3 | 21 | 32     | 62     | −30   | 21  | Spadek do klasy A           |              |
| 16  | Stal II Kraśnik (S)       | 30 | 6  | 1 | 23 | 32     | 104    | −72   | 19  | Spadek do klasy A           |              |

### Grupa Zamość

#### Drużyny
| Uczestnicy poprzedniej edycji                                                                                 | Uczestnicy poprzedniej edycji | Uczestnicy poprzedniej edycji | Uczestnicy poprzedniej edycji |
| --- | ----------------------------- | ----------------------------- | ----------------------------- |
| HET | Hetman Zamość                 | 2                             |                               |
| HTY | Huczwa Tyszowce               | 3                             |                               |
| PŁA | Pogoń 96 Łaszczówka           | 4                             |                               |
| TMS | Tanew Majdan Stary            | 5                             |                               |
| STZ | Omega Stary Zamość            | 6                             |                               |
| HRU | Unia Hrubieszów               | 7                             |                               |
| OMI | Olimpia Miączyn               | 8                             |                               |
| OLT | Olimpiakos Tarnogród          | 9                             |                               |
| VŁU | Victoria Łukowa               | 10                            |                               |
| GCH | Graf Chodywańce               | 11                            |                               |
| KŁA | Korona Łaszczów               | 12                            |                               |
| Spadek z IV ligi 2022/2023                                                                                    |                               |                               |                               |
| grupa lubelska                                                                                                |                               |                               |                               |
| GRO | Grom Różaniec                 | 18                            |                               |
| BOB | Błękitni Obsza                | 20                            |                               |
| Awans z klasy A 2022/2023                                                                                     |                               |                               |                               |
| grupa Zamość                                                                                                  |                               |                               |                               |
| MGO | Metalowiec Goraj              | 1                             |                               |
| SIT | Potok Sitno                   | 2                             |                               |
| SŁN | Sparta Łabunie                | 3                             |                               |
| Oznaczenia: - kolumna pierwsza – skróty nazw drużyn, - kolumna trzecia – miejsce zajęte w poprzednim sezonie. |                               |                               |                               |

#### Tabela
| Lp. | Drużyna               | M  | Z  | R | P  | Bramki | Bramki | Różn. | Pkt | Uwagi                       | Bezpośrednio                |
| --- | --------------------- | -- | -- | - | -- | ------ | ------ | ----- | --- | --------------------------- | --------------------------- |
| 1   | Hetman Zamość (M) (A) | 30 | 25 | 3 | 2  | 131    | 18     | +113  | 78  | Awans do IV ligi            |                             |
| 2   | Huczwa Tyszowce1 (B)  | 30 | 20 | 5 | 5  | 97     | 30     | +67   | 65  | Baraże o awans do IV ligi   |                             |
| 3   | Grom Różaniec         | 30 | 18 | 6 | 6  | 75     | 32     | +43   | 60  |                             |                             |
| 4   | Victoria Łukowa       | 30 | 17 | 5 | 8  | 53     | 27     | +26   | 56  | VŁU – PŁA 3:1 PŁA – VŁU 1:0 |                             |
| 5   | Pogoń 96 Łaszczówka   | 30 | 17 | 8 | 5  | 77     | 35     | +42   | 59  | VŁU – PŁA 3:1 PŁA – VŁU 1:0 |                             |
| 6   | Graf Chodywańce       | 30 | 15 | 6 | 9  | 47     | 38     | +9    | 51  |                             |                             |
| 7   | Tanew Majdan Stary    | 30 | 15 | 5 | 10 | 64     | 55     | +9    | 50  |                             |                             |
| 8   | Omega Stary Zamość    | 30 | 12 | 5 | 13 | 64     | 73     | −9    | 41  |                             |                             |
| 9   | Korona Łaszczów       | 30 | 9  | 9 | 12 | 44     | 57     | −13   | 36  |                             |                             |
| 10  | Błękitni Obsza        | 30 | 9  | 7 | 14 | 46     | 60     | −14   | 34  |                             |                             |
| 11  | Potok Sitno           | 30 | 10 | 3 | 17 | 46     | 89     | −43   | 33  |                             |                             |
| 12  | Olimpiakos Tarnogród  | 30 | 9  | 4 | 17 | 36     | 61     | −25   | 31  |                             |                             |
| 13  | Olimpia Miączyn       | 30 | 8  | 3 | 19 | 55     | 68     | −13   | 27  |                             |                             |
| 14  | Metalowiec Goraj (S)  | 30 | 6  | 2 | 22 | 39     | 100    | −61   | 20  | Spadek do klasy A           | MGO – HRU 1:0 HRU – MGO 4:3 |
| 15  | Unia Hrubieszów (S)   | 30 | 5  | 5 | 20 | 28     | 91     | −63   | 20  | Spadek do klasy A           | MGO – HRU 1:0 HRU – MGO 4:3 |
| 16  | Sparta Łabunie (S)    | 30 | 5  | 1 | 24 | 37     | 105    | −68   | 16  | Spadek do klasy A           |                             |

### Baraże o awans do IV ligi
W dwustopniowych barażach o awans mieli wziąć udział wicemistrzowie 4 grup lubelskich, którzy zostaliby rozlosowani do par półfinałowych, a zwycięzcy zagraliby w finale o ostatnie miejsce w IV lidze, gr. lubelskiej w następnym sezonie. Ostatecznie jednak wicemistrz grupy bialskiej, Podlasie II Biała Podlaska, zrezygnował z udziału w barażach, przez co ich rywal uzyskał automatyczny awans do finału.

#### Półfinał
| 19 czerwca 2024 17:30 | Sparta Rejowiec Fabryczny · ?' ? · ?' ? · ?' ? | 3:2(?:?) | Avia II Świdnik · ?' ? · ?' ? |  |
|                       |                                                |          |                               |  |

Awans do finału: Sparta Rejowiec Fabryczny

#### Finał
| 22 czerwca 2024 15:00 | Sparta Rejowiec Fabryczny · ?' ? | 1:3(?:?) | Huczwa Tyszowce · ?' ? · ?' ? · ?' ? |  |
|                       |                                  |          |                                      |  |

Zwycięzca: Huczwa Tyszowce
Uwaga!
Pomimo wygranych baraży, Huczwa Tyszowce zrezygnowała z awansu do IV ligi. Wolne miejsce mogła zająć Sparta Rejowiec Fabryczny, która również zrezygnowała z awansu. Ostatecznie, do IV ligi awansowała Avia II Świdnik.

## Województwo lubuskie

### Grupa Gorzów Wielkopolski

#### Drużyny
| Uczestnicy poprzedniej edycji                                                                                 | Uczestnicy poprzedniej edycji    | Uczestnicy poprzedniej edycji | Uczestnicy poprzedniej edycji |
| --- | -------------------------------- | ----------------------------- | ----------------------------- |
| CWI | Czarni Witnica                   | 3                             |                               |
| WAS | Warta Słońsk                     | 4                             |                               |
| SDE | Spartak Deszczno                 | 5                             |                               |
| RRÓ | Róża Różanki                     | 6                             |                               |
| BMU | Budowlani Murzynowo              | 7                             |                               |
| RDR | Radowiak Drezdenko               | 8                             |                               |
| ZLW | Zieloni Lubiechnia Wielka        | 9                             |                               |
| K78 | Kosmos 78 Rudnica                | 10                            |                               |
| PKN | Piast Karnin                     | 11                            |                               |
| SKP | SKP Słubice                      | 121                           |                               |
| TOR | Toroma Torzym                    | 13                            |                               |
| UTR | Uran Trzebicz                    | 14                            |                               |
| Spadek z IV ligi 2022/2023                                                                                    |                                  |                               |                               |
| grupa lubuska                                                                                                 |                                  |                               |                               |
| CKO | Celuloza Kostrzyn nad Odrą       | 17                            |                               |
| Awans z klasy A 2022/2023                                                                                     |                                  |                               |                               |
| grupa Gorzów Wielkopolski I                                                                                   |                                  |                               |                               |
| SG2 | KS Stilon II Gorzów Wielkopolski | 1                             |                               |
| grupa Gorzów Wielkopolski II                                                                                  |                                  |                               |                               |
| FCK | FC Kursko                        | 1                             |                               |
| grupa Gorzów Wielkopolski III                                                                                 |                                  |                               |                               |
| DR2 | Lubuszanin II Drezdenko          | 1                             |                               |
| Oznaczenia: - kolumna pierwsza – skróty nazw drużyn, - kolumna trzecia – miejsce zajęte w poprzednim sezonie. |                                  |                               |                               |

Objaśnienia:
1. SKP Słubice wycofał się z rozgrywek po rundzie jesiennej.

#### Tabela
| Lp. | Drużyna                                  | M  | Z  | R | P  | Bramki | Bramki | Różn. | Pkt | Uwagi                       | Bezpośrednio |
| --- | ---------------------------------------- | -- | -- | - | -- | ------ | ------ | ----- | --- | --------------------------- | ------------ |
| 1   | KS Stilon II Gorzów Wielkopolski (M) (A) | 30 | 25 | 3 | 2  | 119    | 28     | +91   | 78  | Awans do IV ligi            |              |
| 2   | Czarni Witnica (A)                       | 30 | 25 | 1 | 4  | 121    | 43     | +78   | 76  | Awans do IV ligi            |              |
| 3   | Róża Różanki                             | 37 | 23 | 5 | 9  | 109    | 35     | +74   | 74  |                             |              |
| 4   | Celuloza Kostrzyn nad Odrą               | 30 | 19 | 3 | 8  | 93     | 41     | +52   | 60  |                             |              |
| 5   | Spartak Deszczno                         | 30 | 17 | 5 | 8  | 93     | 46     | +47   | 56  |                             |              |
| 6   | Piast Karnin                             | 30 | 16 | 4 | 10 | 68     | 47     | +21   | 52  | PKN – WAS 4:1 WAS – PKN 1:2 |              |
| 7   | Warta Słońsk                             | 30 | 17 | 1 | 12 | 76     | 58     | +18   | 52  | PKN – WAS 4:1 WAS – PKN 1:2 |              |
| 8   | Radowiak Drezdenko                       | 30 | 14 | 3 | 13 | 57     | 49     | +8    | 45  |                             |              |
| 9   | Budowlani Murzynowo                      | 30 | 13 | 4 | 13 | 84     | 80     | +4    | 43  |                             |              |
| 10  | Kosmos 78 Rudnica                        | 30 | 10 | 6 | 14 | 43     | 75     | −32   | 36  |                             |              |
| 11  | Zieloni Lubiechnia Wielka                | 30 | 9  | 4 | 17 | 42     | 55     | −13   | 31  |                             |              |
| 12  | Uran Trzebicz                            | 30 | 8  | 5 | 17 | 52     | 88     | −36   | 29  |                             |              |
| 13  | Toroma Torzym2                           | 30 | 7  | 3 | 20 | 46     | 94     | −48   | 24  |                             |              |
| 14  | FC Kursko (S)                            | 30 | 4  | 1 | 25 | 46     | 130    | −84   | 13  | Spadek do klasy A           |              |
| 15  | Lubuszanin II Drezdenko3                 | 30 | 3  | 3 | 24 | 39     | 144    | −105  | 12  | Drużyna wycofana            |              |
| 16  | SKP Słubice1                             | 30 | 4  | 1 | 25 | 19     | 94     | −75   | 13  | Drużyna wycofana            |              |

### Grupa Zielona Góra

#### Drużyny
| Uczestnicy poprzedniej edycji                                                                                 | Uczestnicy poprzedniej edycji | Uczestnicy poprzedniej edycji | Uczestnicy poprzedniej edycji |
| --- | ----------------------------- | ----------------------------- | ----------------------------- |
| UKU | Unia Kunice                   | 3                             |                               |
| DOZ | Dozamet Nowa Sól              | 4                             |                               |
| VSZ | Victoria Szczaniec            | 5                             |                               |
| TKO | Tęcza Krosno Odrzańskie       | 6                             |                               |
| BOŁ | Błękitni Ołobok               | 7                             |                               |
| CZE | Piast Czerwieńsk              | 8                             |                               |
| ŁĘK | ŁKS Łęknica                   | 9                             |                               |
| CKA | Cargovia Kargowa              | 10                            |                               |
| ZOO | Zorza Ochla                   | 11                            |                               |
| AJA | Alfa Jaromirowice             | 12                            |                               |
| Spadek z IV ligi 2022/2023                                                                                    |                               |                               |                               |
| grupa lubuska                                                                                                 |                               |                               |                               |
| PIŁ | KP Piast Iłowa                | 16                            |                               |
| BLU | Budowlani Lubsko              | 18                            |                               |
| Awans z klasy A 2022/2023                                                                                     |                               |                               |                               |
| grupa Zielona Góra I                                                                                          |                               |                               |                               |
| SCC | Schnug Chociule               | 1                             |                               |
| grupa Zielona Góra II                                                                                         |                               |                               |                               |
| CDR | Czarni Drągowina              | 1                             |                               |
| grupa Zielona Góra III                                                                                        |                               |                               |                               |
| CRU | Czarni Rudno                  | 1                             |                               |
| grupa Zielona Góra IV                                                                                         |                               |                               |                               |
| DSŻ | Delta Sieniawa Żarska         | 1                             |                               |
| Oznaczenia: - kolumna pierwsza – skróty nazw drużyn, - kolumna trzecia – miejsce zajęte w poprzednim sezonie. |                               |                               |                               |

#### Tabela
| Lp. | Drużyna                  | M  | Z  | R | P  | Bramki | Bramki | Różn. | Pkt | Uwagi                       | Bezpośrednio |
| --- | ------------------------ | -- | -- | - | -- | ------ | ------ | ----- | --- | --------------------------- | ------------ |
| 1   | Dozamet Nowa Sól (M) (A) | 30 | 23 | 4 | 3  | 88     | 20     | +68   | 73  | Awans do IV ligi            |              |
| 2   | Victoria Szczaniec (A)   | 30 | 21 | 4 | 5  | 72     | 36     | +36   | 67  | Awans do IV ligi            |              |
| 3   | KP Piast Iłowa           | 30 | 20 | 4 | 6  | 86     | 36     | +50   | 64  |                             |              |
| 4   | Zorza Ochla              | 30 | 19 | 3 | 8  | 91     | 49     | +42   | 60  |                             |              |
| 5   | Tęcza Krosno Odrzańskie  | 30 | 13 | 8 | 9  | 63     | 42     | +21   | 47  | TKO – BOŁ 0:0 BOŁ – TKO 0:0 |              |
| 6   | Błękitni Ołobok          | 30 | 13 | 8 | 9  | 54     | 37     | +17   | 47  | TKO – BOŁ 0:0 BOŁ – TKO 0:0 |              |
| 7   | ŁKS Łęknica              | 30 | 13 | 7 | 10 | 53     | 44     | +9    | 46  |                             |              |
| 8   | Cargovia Kargowa         | 30 | 12 | 5 | 13 | 64     | 67     | −3    | 41  |                             |              |
| 9   | Unia Kunice              | 30 | 10 | 9 | 11 | 58     | 71     | −13   | 39  |                             |              |
| 10  | Czarni Drągowina         | 30 | 12 | 2 | 16 | 56     | 69     | −13   | 38  |                             |              |
| 11  | Budowlani Lubsko         | 30 | 11 | 4 | 15 | 54     | 62     | −8    | 37  |                             |              |
| 12  | Piast Czerwieńsk         | 30 | 10 | 6 | 14 | 50     | 57     | −7    | 36  |                             |              |
| 13  | Delta Sieniawa Żarska    | 30 | 8  | 9 | 13 | 55     | 74     | −19   | 33  |                             |              |
| 14  | Czarni Rudno (S)         | 30 | 8  | 2 | 20 | 36     | 65     | −29   | 26  | Spadek do klasy A           |              |
| 15  | Alfa Jaromirowice (S)    | 30 | 3  | 4 | 23 | 35     | 108    | −73   | 13  | Spadek do klasy A           |              |
| 16  | Schnug Chociule (S)      | 30 | 3  | 3 | 24 | 30     | 108    | −78   | 12  | Spadek do klasy A           |              |